# 山霧丸
山霧丸（やまぎりまる）は山下汽船の貨物船

## 概要
山霧丸は東洋汽船、山下汽船および東洋海運向けに7隻が建造された善洋丸型の一隻で、同型船は善洋丸、慶洋丸、山月丸、多摩川丸、淀川丸、加茂川丸。

## 船歴
大洋興業は山下汽船に傭船される前提で山霧丸・山霧丸等の新造を決定し、三菱重工業横浜船渠に発注した。山下汽船では1937年（昭和12年）10月に極東とニューヨーク・南米間の航路を開設し、同航路用の大型型貨物船を必要としていたからであった。建造中、山霧丸は山月丸と共に山下汽船に売却された。
山霧丸は1937年12月6日に起工。1938年（昭和13年）5月13日に進水し、同年7月2日に竣工。船名は山下汽船所有船の「山○丸」という命名慣例に沿って命名された。竣工後は7月23日に神戸から処女航海に出発した。
1941年（昭和16年）9月15日、山霧丸は海軍に徴傭され、9月20日に佐世保鎮守府所管の特設運送船（雑用船）として入籍。
1942年（昭和17年）1月、アンボン攻略に参加。陸軍部隊を運ぶ輸送船が第一梯団となり、山霧丸を含む海軍輸送船6隻が第二梯団となった。1月29日0時に第二梯団は第十六駆逐隊の護衛でバンカ泊地より出撃。1月30日23時にヒトラマ泊地に進入し、呉鎮守府第一特別陸戦隊を上陸させた。
9月から10月、陸軍部隊の南東方面への輸送（沖輸送）に従事。山霧丸は佐伯発の第三船団の一隻であった。第三船団は山霧丸と陸軍輸送船かんべら丸（大阪商船、6,477トン）、特設運送船藤影丸（山本汽船、4,004トン）からなり、駆逐艦暁、雷等の護衛で9月29日に佐伯より出発し、10月10日にラバウルに着いた。
1943年（昭和18年）8月25日、山霧丸は特設運送船(給炭油船)朝風丸（山下汽船、6,517トン）、海軍一般徴用船日遼丸（三菱汽船、2,721トン）、陸軍輸送船たこま丸（大阪商船、5,772トン）他輸送船1隻と共にオ605船団を編制し、第38号駆潜艇、第39号駆潜艇、第22号掃海艇の護衛を受けてラバウルを出港しパラオへ向かうが、27日午後、南緯01度49分 東経149度37分 / 南緯1.817度 東経149.617度のムッソウ島近海でアメリカ潜水艦ドラム(USS Drum, SS-228)の攻撃を受け、右舷2番・3番船倉の間付近に魚雷が命中し損傷。山霧丸はラバウルに反転し、到着。同地での応急修理の後、12月2日に陸軍輸送船五星丸（興運汽船、1,931トン）他と共に船団を編制し、ラバウルを出港してトラックへ向かった。トラックには12月5日に到着。修理を待つ間、山霧丸の船内では赤痢が蔓延した。
1944年（昭和19年）2月17日、山霧丸はトラック島空襲に遭遇。山霧丸は翌18日の空襲で機関室に2発被弾し、沈没した。乗員12名が戦死した。同年3月31日除籍及び解傭。
現在、山霧丸は秋島（フェファン島）の北、水深33メートルの地点で左舷を下に横転状態で沈んでおり、ダイビングスポットとなっている。2番船倉と3番船倉の間の右舷喫水線下に破孔がみられるが、そのほかは原型をとどめている。船倉内には戦艦用の35.6cm砲弾等がある。

## 監督官等
監督官
1. 坂本正 大佐：1941年9月20日[21] - 1943年5月25日

指揮官
1. 坂本正 大佐：1943年5月25日 - 1943年6月10日
2. 松川晃 中佐：1943年6月10日[22] -